# Simpang Durian
Simpang Durian is een bestuurslaag in het regentschap Mandailing Natal van de provincie Noord-Sumatra, Indonesië. Simpang Durian telt 3119 inwoners (volkstelling 2010).